# Thunderbirds (película)
Thunderbirds es una película de ciencia ficción escrita por William Osborne y Michael McCullers, dirigida por el estadounidense Jonathan Frakes, y basada en la serie británica de televisión de los años sesenta Thunderbirds. Se estrenó el 24 de julio de 2004 en Estados Unidos y Reino Unido, con fechas posteriores para otros países.
En lugar de utilizar marionetas, como así lo hacía la serie de los años 60, los productores optaron por actores para dar vida a los personajes. La película fue recibida pobremente en taquilla y la respuesta de la crítica fue negativa. El soundtrack de la película ofrece canciones de la banda británica Busted, incluyendo el solo "Thunderbirds" que alcanzó primer sitio en las listas del Reino Unido.

## Argumento
Se ambienta en el año 2010.
El adolescente Alan Tracy (Brady Corbet) es enviado lejos de su casa a una escuela-internado, es el hijo más joven de Jeff Tracy (Bill Paxton), astronauta americano jubilado. Jeff ha formado el Rescate Internacional y crio a sus hijos para actuar como una organización secreta voluntaria, que usa una tecnología muy avanzada para salvar vidas alrededor del mundo. Jeff y sus hijos más grandes (John, Virgil, Scott y Gordon, que como Alan, fueron nombrados en honor de los siete astronautas del grupo Mercury Seven) son reunidos en este esfuerzo por salvar vidas por Lady Penélope y su chófer Parker (un hombre cuyo "obscuro pasado" lo hace una persona muy hábil). Su futurístico equipo fue principalmente desarrollado por un genio científico conocido como Brains (Anthony Edwards), quién vive en la base de Rescate Internacional en la Isla Tracy, en alguna parte en el océano Pacífico.
Alan está ansioso por unirse a su familia en su trabajo, pero sus hermanos mayores todavía lo ven como simplemente su hermano pequeño que no está listo para el deber. Alan es amigo de Fermat (Soren Fulton) hijo de Brains y tiene un romance con Tintin (Vanessa Hudgens), hija adolescente del conserje de Isla Tracy, Kyrano (Bhasker Patel), y la cocinera, Onaha.
Ben Kingsley actúa como el archivillano conocido como The Hood, un personaje aparecido en el primer episodio de la serie de televisión, el hermano de Kyrano. Furioso por habelo creído muerto y abandonado por los Thunderbirds en uno de sus primeros esfuerzos de rescate, él ha venido a destruirlos y tomar sus máquinas para usarlas en una maniobra atrevida para saquear las bóvedas del Banco de Inglaterra (llamado Banco de Londres, en la película). Él lanza un proyectil para dañar al Thunderbird 5, la estación de comunicaciones en órbita. Los Tracy excepto Alan se dirigen al espacio a bordo del Thunderbird 3 para rescatar a John Tracy que estaba tripulando la estación cuando fue golpeada, y The Hood toma la base secreta de la isla.
Usando sus poderes mentales para superar la resistencia de Brains, The Hood toma el control de la casa base de los Thunderbirds, ayudado por su colega delictivo Transom (Rose Keegan) y el fuerte Mullion (Deobia Oparei). Él también desactiva los sistemas de mando, mientras deja a los rescatistas a bordo del Thunderbird 5 para desintegrarse en la atmósfera terrestre. Alan, Tintin y Fermat, habiendo observado la invasión de The Hood y sus secuaces, mientras oyen sus planes, lanzan una resistencia apresurada. Fermat desactiva el pesado carguero Thunderbird 2, cuando ellos huyen de la base, entonces se dirigen a la cima de la montaña al sitio del radio transmisor. Ellos hacen contacto con Jeff Tracy que les dice que esperen por Lady Penelope para venir y recuperar el control. Sin embargo, un impulsivo Alan lleva a los otros dos adolescentes a la acción, produciendo su captura. Lady Penelope y Parker son también capturados, y Alan se ve obligado a darle el procesador guía perdido del Thunderbird 2 a The Hood. Los defensores de la isla son encerrados con llave en el congelador mientras The Hood, Transom y Mullion se dirigen a Londres.
Escapando del congelador, el primer paso es rescatar al Thunderbird 5 y a los otros Tracy. Informando plan de The Hood, Alan tiene su oportunidad para ir a trabajar. Él, Fermat y Tintin se dirigen a Londres en el Thunderbird 1, acompañados por Lady Penelope.
The Hood y sus cómplices, habiendo llegado a Londres, usan el taladro de Rescate Internaciona llamado La Mole para empezar a cavar hacia las bóvedas del Banco, en el proceso dañan los pilones de apoyo del monorriel que cae en el Río Támesis. Alan, seguido por Tintin y Fermat, aterrizan al lado de Thunderbird 2 y entonces rescatan al monorriel sumergido y sus pasajeros. Alan le pasa el control del Thunderbird 2 a Fermat, entonces se lanza en el submarino de rescate Thunderbird 4. Cuando Alan y Fermat son incapaces de conectar el cable de levantamiento, Tintin bucea en el agua, nada abajo del monorriel dónde ella amarra el cable, entonces se une a Alan a bordo Thunderbird 4. Jeff y sus otros hijos llegan para ver el rescate exitoso, entonces Jeff, Alan, Tintin y Fermat se apresuran al banco en dónde ellos se reúnen con Parker.
Lady Penelope es capturada y encarcelada junto con Jeff. Fermat y Parker vencen a Mullion, mientras Tintin evade y atrapa a Transom. Ella llega justamente a tiempo para ver a The Hood - su tío - limpiando el suelo con Alan. Ella demuestra entonces la capacidad de sus poderes mentales similares a su tío y provoca que The Hood entre en el peligro mortal.
The Hood es rescatado por Alan y es atrapado por los recienllegados miembros de Rescate Internacional. Con los malhechores en custodia, los Tracy regresan a casa dónde los tres héroes jóvenes entran en Rescate Internacional.

## Reparto
- Brady Corbet es Alan Tracy.
- Bill Paxton es Jeff Tracy.
- Vanessa Hudgens es Tintin.
- Anthony Edwards es Brains.
- Ben Kingsley es The Hood.
- Sophia Myles es Lady Penelope.
- Philip Winchester es Scott Tracy.
- Lex Shrapnel es John Tracy.
- Dominic Colenso es Virgil Tracy.
- Ben Torgerson es Gordon Tracy.
- Soren Fulton es Fermat.
- Ron Cook es Parker.
- Bhasker Patel es Kyrano.

## Reacción
La película es esencialmente ciencia ficción de aventura apuntada al público joven, pero con un gran número de "chistes" y referencias para la generación más vieja que creció con la serie original, mientras incluye una serie de cordones visibles en la mano de un personaje en una escena y la mente de The Hood provoca que Brains camine como el títere original.
En agosto del 2004, la película había conseguido un total mundial relativamente bajo de 21 millones de dólares, mientras que para producirse costó aproximadamente 42 millones.
La película recibió en respuesta una crítica pobre y era el asunto de quejas vociferantes de los viejos fanes. Esos comentarios negativos de los fanáticos de la serie provocó un descenso en sus proyecciones, acusando a los directores de cine de abandonar los conceptos de la serie original a favor de un punto de vista más como Spy Kids, con críticos que lo llamaban "Thunderbirds Are NO!" (una referencia a la frase de la serie original, "Thunderbirds are GO!").
Los entusiastas de la serie original dirigieron una dura crítica incluso a la película a través de Internet antes de su estreno.
Uno de los pocos aspectos de la película en recibir una aclamación positiva (aparte de los efectos especiales) era la actuación de Sophia Myles como la super espía Lady Penelope, un retrato con un estilo idéntico al de su colega de televisión. La naves de los Thunderbirds, así como la Isla Tracy, también fue visto para ser similar al estilo de los planes originales. Los fanáticos detestaron el hecho que el automóvil de Lady Penelope, FAB-1, fuese un Ford en lugar de un Rolls-Royce. Sin embargo, esto fue así porque los productores no pudieron alcanzar un acuerdo conveniente con Rolls-Royce; los fabricantes del automóvil insistieron que sólo un modelo del real pudiera usarse. Ford ayudó con una versión especial de su modelo Thunderbird, mientras reproducían el sistema de la seis-ruedas en los Rolls-Royce. FAB-1 es dirigido con los cuatro neumáticos del frente.
Ford Motor Company proporcionó varios vehículos a la producción, incluso un vehículo para caminos difíciles que lució el logotipo de Ford así como muchos Ford C-MAX y Ford F-150s en las varias situaciones, llevando a burlas del nivel demasiado obvio de colocación del producto por los fabricantes del automóvil un sentimiento realmente compartido por el director Jonathan Frakes, revelado en el DVD en el comentario de audio.